# Филоненки
Филоненки (укр. Филоненки) — село, Феськовский сельский совет, Золочевский район, Харьковская область, Украина.
Код КОАТУУ — 6322686510.
Присоединено к селу Головашевка в 1998 году.

## Географическое положение
Село Филоненки находится на расстоянии в 3 км от реки Уды (левый берег), на расстоянии в 1 км расположено село Никольское (присоединено к селу Головашевка).

## История
- 1998 — присоединено к селу Головашевка[1][2].